# Henri Tallourd
Henri Tallourd (auch Henry Tallourd oder Henry Talhour, * um 1916; † August 2006) war ein französischer Jazz- und Unterhaltungsmusiker (Posaune, Gesang, Komposition).
Tallourd spielte seit 1946 zehn Jahre lang bei Jacques Hélian, mit dem 1952 Plattenaufnahmen für Pathé entstanden („Titine“). Bei Hélian fungierte er auch als Sänger, wie in „Tout est tranquille“ und der humoristischen Nummer „Je te-le-le“ im Duo mit der Sängerin Claude Evelyne. Ab 1956 gehörte er zu den  Les Blue Stars; auch wirkte er bei Aufnahmen des Posaunen-Ensembles von Raymond Fonsèque mit.  In den 1960er-Jahren legte er unter eigenem Namen (Henry Talhour avec James Award et son Orchestre) eine Reihe von EPs und Singles vor wie Tes Tendres Années, Dis Lui, Marche Tout Droit und Madison Riff, stilistisch  zwischen Easy Listening, Pop, Chanson und leichtem Jazz. Mit Paul Winchell schrieb er den Song „Shun Gon, le chat chinois“.
In den 1960er- und 1970er-Jahren arbeitete Tallourd im Orchester von Pierre Perret, bevor er mit Benny Vasseur als Begleitmusiker der Sängerin Annie Cordy arbeitete.  1971 war er als Sänger an Bernard Lubats Album  Lubat and His Mad Ducks beteiligt.